# Green Crow
Green Crow — воронежская группа, коллектив которой обозначил свою музыку стилем паб-фолк (pub-folk).

## История
Название происходит от сокращения города Воронежа в ворону (по англ. Crow), в котором зародилась группа и зелёному цвету — символу Ирландии, месту где зародился один из жанров группы кельтик-панк.
Группа была основана в 2005 году.
В 2009 записала свой первый альбом.
В 2011 году группа участвовала в праздновании Дня святого Патрика в Москве.

## Музыка
Сами участники характеризуют свой стиль как сочетание тяги к простым мажорным аккордам и повышению концентрации этилового спирта в организме. Песни исполняются на русском языке, тексты преимущественно собственного сочинения, но есть и переводы традиционных ирландских фольклорных песен.

## Состав
- Группа Green Crow появилась осенью 2005 года в Воронеже. В неё входили: Ярослав Сбитнев, Андрей Коноплин, Сергей Кузьмин.
- В мае 2006 года в группу пришла Софья Прокофьева.
- Покинул группу в 2007 году Андрей Коноплин.
- Пришли в группу в 2007 году Олег Иванов и Александра Шадрина.
- В 2010 пришёл Денис (Дэн) Субботин.
- Осенью 2011 года ушёл Ярослав Сбитнев.
- В 2012 году в группу пришёл Илья Дружинин.
- В 2015 году в группу пришла Анастасия Агуреева.
- В 2016 году пришёл Роман Малахов.
- В 2016 году из группы ушли Олег Иванов и Александра Шадрина.
- В 2020 году из группы ушли Илья Дружинин и Денис (Дэн) Субботин.
- В 2022 году в группу пришли Любовь Спирина и Михаил Филистов.
- На сегодняшний момент в группе Green Crow: Роман Малахов, Софья Прокофьева, Анастасия Агуреева, Михаил Филистов, Любовь Спирина, Сергей Кузьмин.

## Дискография

### Альбомы
- 2009 — «Green Crow»
- 2012 — «Письмо из бутылки», также режиссёрская версия альбома
- 2014 — «Ирландский отбой»
- 2017 — «Пауза»
- 2020 — «Stolen Bootleg»

### Синглы
- 2009 — «14:0»
- 2011 — «Мой Боря»
- 2023 — «Самогонщик»
- 2023 — «Ярмарка в Скарборо»
- 2024 — «До свидания, Карлингфорд!»